# Emidio Sfredda
Emidio Sfredda (Pineto, 1º novembre 1922 – Rovereto, 30 settembre 2007) è stato un manager italiano.

## L'attività professionale
Laureatosi in chimica presso l'Università di Roma nel novembre 1945, dopo un breve periodo di insegnamento di matematica e fisica nel Liceo Classico di Atri (1946-1947), è stato responsabile del Laboratorio Studi della Liquigas S.p.A. (1948-1952), attività per la quale esaminava le apparecchiature destinate all'uso domestico del gas liquido. Successivamente fu Capo Ufficio Progettazione e Collaudo di apparecchiature a gas ad uso domestico e industriale presso la Fargas S.p.A. (1953-1957).
Dopo questo primo periodo di attività nell'ambito tecnico, passò all'attività manageriale, dapprima come Direttore Generale della società Omnia S.p.A., afferente al gruppo Edison, con sede a Milano (1957-1966), espressamente creata per la distribuzione e l'installazione di apparecchi ed impianti termici prodotti dalle sette società metalmeccaniche del gruppo Edison. In seguito fu Direttore generale della società Breda Hupp, con sede a Bari (1967-1969), poi Dirigente della società Officine Bini S.p.A. di Rovereto (1969-1972), che produceva generatori di aria calda, impianti per il trattamento dei rifiuti e macchine per pastifici; poi ancora Direttore Generale della Smalteria e Metallurgica veneta di Bassano del Grappa (1972-1976) e Vice Direttore Generale della più grande segheria in legno italiana, la Fratelli Papa S.p.A, con sede a San Donà di Piave.
Dal 1979 ha svolto attività di consulenza aziendale per varie aziende nel Trentino-Alto Adige e Presidente di vari Consigli di Amministrazione, nelle Officine Meccaniche Lenzi (1982-1988), nella M.C.S. S.r.l. (1985-2001), nella Conceria della Vallarsa (1999-2002), nella RTM S.p.A. (1992-1993). Ha avuto diversi incarichi di procedure concorsuali dal Tribunale di Rovereto e, dalla Provincia autonoma di Trento, incarichi specifici di controllo e di indagine di numerose imprese trentine, nonché corsi di istruzione per il personale dell'Assessorato Provinciale all'Industria, sulla lettura e l'analisi di bilanci di aziende industriali.
Dal 1993 al 1998 è stato Presidente del Consiglio di Amministrazione della Casa di Soggiorno Anziani, nominato dal Comune di Rovereto.
Il curriculum lavorativo gli ha permesso di acquisire nel tempo una significativa esperienza generale, in quanto si è occupato via via di diversi aspetti della vita e dell'organizzazione delle aziende industriali. Dal periodo giovanile in cui ha lavorato nel settore tecnico, al successivo in cui si è occupato di organizzazione commerciale, all'ultimo periodo, in cui ha dovuto curare soprattutto gli aspetti generali e finanziari delle aziende, ha vissuto tutti i settori funzionali delle imprese. L'esperienza lavorativa ha potuto spaziare in molti settori economici di attività: dalla chimica alla metalmeccanica, dal legno all'abbigliamento, dalla produzione in serie alla lavorazione su commessa, consentendo di acquisire una sensibilità particolare, in grado di rilevare le problematiche caratteristiche dei diversi settori produttivi.
Infine, dopo l'esperienza vissuta in grandi conglomerati (Edison, EFIM) o in aziende di grandi dimensioni, con milleseicento o duemila dipendenti, il contatto e la collaborazione con le piccole e medie aziende del Trentino ha consentito di far propria un'esperienza molto variegata.

## L'attività di testimonianza ecumenica
Membro della Chiesa Metodista e predicatore locale, ha partecipato come deputato al Congresso Evangelico tenutosi a Roma nel 1965, che ha preparato la costituzione della Federazione delle Chiese Evangeliche in Italia. 
Molto attivo ed impegnato con la moglie Florestana Piccoli Sfredda nel dialogo ecumenico, ha partecipato negli anni Cinquanta ad incontri di riflessione e preghiera con il celebre sacerdote e poeta David Maria Turoldo. Dal 1985 al 1998 ha diretto il gruppo SAE Segretariato Attività Ecumeniche del Triveneto.